# 15 (число)
Вижте пояснителната страница за други значения на 15.
Петнадесет (също и петнайсет) е естествено число, предхождано от четиринадесет и следвано от шестнадесет. С арабски цифри се записва 15, а с римски – XV. Числото 15 е съставено от две цифри от позиционните бройни системи – 1 (едно) и 5 (пет).

## Математика
- 15 е нечетно число.
- 15 е съставно число.
- 15 е безквадратно число.
- 15 е петото триъгълно число (T5 = 1+2+3+4+5 = 15).
- 15 е произведение на първите две нечетни прости числа, които са и първите две прости числа на Ферма (3×5 = 15).
- 15 е сбор на първите три нечетни прости числа (3+5+7 = 15).
- 15 = 20+21+22+23
- 15 е магическа константа (сборът от числата в страните и диагоналите) на магически квадрат със страна 3.
- Многоъгълник с 15 страни (и ъгли) се нарича петнадесетоъгълник или пентадекагон. Правилният петнадесетоъгълник има вътрешен ъгъл от 156°.

## Друго
- Химичният елемент под номер 15 (с 15 протона в ядрото на всеки свой атом) e фосфор.
- 15 септември е първият учебен ден в България.
- Кинсеанера (на испански: Quinceañera – букв. „петнайсетгодишна“) е католически празник в испаноезичните страни, с който се отбелязва 15-ия рожден ден на момичетата.
- 15 минути е четвърт час.
- На 15 години хората стават юноши